# Olympische Winterspiele 1952
| Medaillenspiegel               | Medaillenspiegel   | Medaillenspiegel | Medaillenspiegel | Medaillenspiegel | Medaillenspiegel |
| Platz                          | Land               | G                | S                | B                | Ges.             |
| ------------------------------ | ------------------ | ---------------- | ---------------- | ---------------- | ---------------- |
| 1                              | Norwegen           | 7                | 3                | 6                | 16               |
| 2                              | Vereinigte Staaten | 4                | 6                | 1                | 11               |
| 3                              | Finnland           | 3                | 4                | 2                | 9                |
| 4                              | BR Deutschland     | 3                | 2                | 2                | 7                |
| 5                              | Österreich         | 2                | 4                | 2                | 8                |
| 6                              | Kanada             | 1                | –                | 1                | 2                |
| 6                              | Italien            | 1                | –                | 1                | 2                |
| 8                              | Großbritannien     | 1                | –                | –                | 1                |
| 9                              | Niederlande        | –                | 3                | –                | 3                |
| 10                             | Schweden           | –                | –                | 4                | 4                |
| Vollständiger Medaillenspiegel |                    |                  |                  |                  |                  |

Die Olympischen Winterspiele 1952 (auch VI. Olympische Winterspiele genannt) wurden vom 15. bis 25. Februar 1952 in Oslo, Norwegen, auf überwiegend bereits vorhandenen Sportanlagen ausgetragen. Damit fanden erstmals Olympische Winterspiele in einem nordischen Land und in einer Hauptstadt statt. Weil es zu wenig Schnee für die Abfahrten gab, mussten die alpinen Pisten künstlich präpariert werden.

## Nominierung
Oslo erhielt bei der 40. IOC-Session (21. Juni 1947 in Stockholm) in einem einzigen Wahlgang mit 17 Stimmen den Zuschlag; Mitkandidaten waren Cortina d’Ampezzo (neun Stimmen) und Lake Placid (eine Stimme) gewesen. Erstmals war damit die Hauptstadt eines Staates Mittelpunkt der Austragung von Olympischen Winterspielen.

## Organisation
Die Organisation lag in der Verantwortung eines im Dezember 1947 gegründeten Spezialkomitees, bestehend aus vier norwegischen Sportfunktionären und vier Repräsentanten der Stadt Oslo inklusive dessen Bürgermeister Brynjulf Bull. Es waren viele Baumaßnahmen erforderlich, welche von der Stadt Oslo finanziert wurden.
Das olympische Feuer wurde am Kamin des norwegischen Skipioniers Sondre Norheim, dem „Erfinder der Skibindung“, in Morgedal von Olav Bjaaland entzündet und dann von 97 Skiläufern durch das Land bis nach Oslo getragen. Der Enkel des bekannten Polarforschers Fridtjof Nansen brachte als letzter Läufer das Feuer in das Stadion zur Eröffnungsfeier.
Deutschland und Japan waren erstmals nach dem Ende des Zweiten Weltkriegs wieder zu Olympischen Spielen eingeladen worden. – Aufgrund des hohen Körpergewichts der deutschen Bobfahrer (die die Goldmedaillen holten), beschloss das IOC ab sofort Gewichtsbeschränkungen für Bobschlitten und Fahrer.
Erstmals konnten Frauen an den Skilanglaufwettbewerben in der Disziplin 10 km teilnehmen.
Insgesamt haben etwa 750.000 Zuschauer die Wettkämpfe besucht; allein beim Skispringen waren etwa 120.000 anwesend, die dann den Sieg eines Norwegers feiern konnten.

## Wettkampfstätten

### Überblick
Bereits vorhandene Sportanlagen ließ das Organisationskomitee prüfen und teilweise erneuern. Die Skipisten für die alpinen Wettbewerbe mussten jedoch neu angelegt werden, da diese Wintersportart in Norwegen bisher kaum verbreitet war. Sie waren ca. 120 km von Oslo am Norefjell entfernt ausgesucht worden. Da Schneemangel herrschte, präparierten Soldaten der norwegischen Armee die Abfahrtshänge mit aus den Bergen herantransportiertem Schnee und Wasser.
Die Sprungschanze am Holmenkollen war vorhanden. Die Naturbobbahn Korketrekkeren wurde 1951 mit einigen Testläufen eröffnet, während den Spielen musste diese am zweiten Wettkampftag durch Aufbringen von Schnee langsamer gemacht werden, weil es bis dahin viele Unfälle gegeben hatte.
Für die Eishockeywettbewerbe entstand erstmals eine überdachte Halle im ungefähr 20 Kilometer östlich von Oslo entfernten Lillestrøm, das Lillestrøm-Stadion.

### Oslo
- Bislett-Stadion – Eisschnelllauf
- Korketrekkeren – Bob
- Holmenkollen – Langlauf, Skispringen, Nordische Kombination
- Rødkleiva – Ski Alpin

### Krødsherad
- Norefjell – Ski Alpin

### Lillestrøm
- Lillestrøm-Stadion – Eishockey

## Teilnehmer

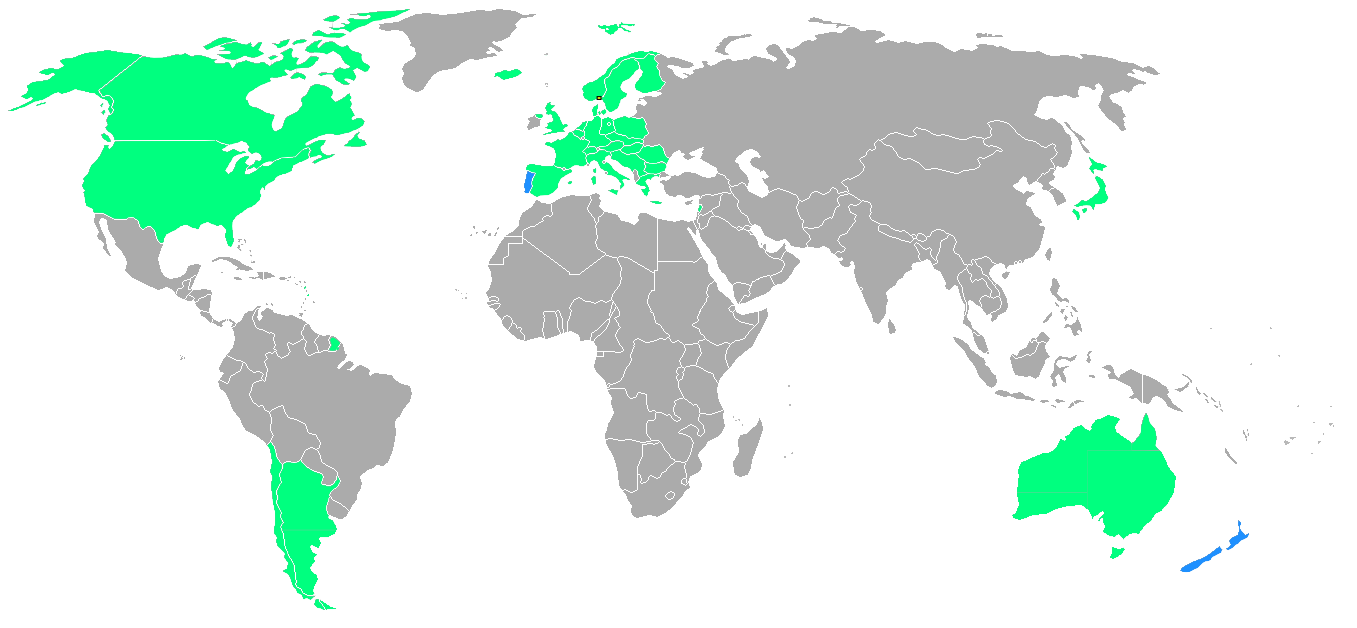
Länder mit teilnehmenden Mannschaften
Länder nahmen erstmals an Winterspielen teil

Insgesamt entsandten 30 Nationen Athleten zu den Wettbewerben dieser Olympischen Spiele, zu jener Zeit die bislang höchste Zahl teilnehmender Staaten (insgesamt 1187 Sportler inkl. Betreuer). Athleten aus Neuseeland und Portugal nahmen erstmals an Olympischen Winterspielen teil. Australien, Deutschland (von den seinerzeit drei bestehenden deutschen Staaten (BRD, DDR und Saarland) nahmen nur Sportler der Bundesrepublik Deutschland an den Spielen teil) und Japan waren nach den Olympischen Winterspielen 1948 erstmals wieder dabei. Südkorea, Liechtenstein und die Türkei entsandten nach ihrer Teilnahme an den Spielen von 1948 keine Athleten nach Norwegen.
| Europa (548 Athleten aus 22 Nationen) | Europa (548 Athleten aus 22 Nationen)                                                                                             | Europa (548 Athleten aus 22 Nationen)                                                              |
| --- | --- | -------------------------------------------------------------------------------------------------- |
| - Belgien (9) - Bulgarien (10) - Dänemark (1) - BR Deutschland (53) - Finnland (50) - Frankreich (26) - Griechenland (3) - Großbritannien (18) | - Island (11) - Italien (33) - Jugoslawien (6) - Niederlande (11) - Norwegen (73) - Österreich (39) - Polen (30) - Portugal * (1) | - Rumänien (16) - Schweden (65) - Schweiz (55) - Spanien (4) - Tschechoslowakei (22) - Ungarn (12) |
| Amerika (119 Athleten aus 4 Nationen) | | |
| - Argentinien (12) - Chile (3) | - Kanada (39) | - Vereinigte Staaten (65)                                                                          |
| Asien (14 Athleten aus 2 Nationen) | | |
| - Japan (13) | - Libanon (1) | |
| Ozeanien (12 Athleten aus 2 Nationen) | | |
| - Australien (9) | - Neuseeland * (5) | |
| (Anzahl der Athleten) * erstmalige Teilnahme an Winterspielen                                                                                  | | |

## Wettkampfprogramm

### Überblick
Es wurden 22 Wettbewerbe (16 für Männer, 5 für Frauen und 1 Mixed-Wettbewerb) in 4 Sportarten/8 Disziplinen ausgetragen. Das sind 5 Wettbewerbe mehr aber 1 Disziplin weniger als in Sankt Moritz 1948 – die Anzahl der Sportarten blieb gleich. Nachfolgend die Änderungen im Detail:
- Im alpinen Skisport wurde die Kombination für Männer und Frauen durch den Riesenslalom ersetzt.
- Debüt der Frauen im Skilanglauf mit den 10 km.
- Skeleton Einsitzer für Männer wurde aus dem olympischen Programm entfernt.

### Olympische Sportarten/Disziplinen
- Bob Gesamt (2) = Männer (2)
- Eishockey Gesamt (1) = Männer (1)
- Eislauf
  -  Eiskunstlauf Gesamt (3) = Männer (1)/Frauen (1)/Mixed (1)
  -  Eisschnelllauf Gesamt (4) = Männer (4)
- Skisport
  -  Ski Alpin Gesamt (6) = Männer (3)/Frauen (3)
  - Ski Nordisch
    -  Nordische Kombination Gesamt (1) = Männer (1)
    -  Skilanglauf Gesamt (4) = Männer (3)/Frauen (1)
    -  Skispringen Gesamt (1) = Männer (1)

Anzahl der Wettkämpfe in Klammern

### Zeitplan
| Zeitplan                  | Zeitplan       | Zeitplan              | Zeitplan | Zeitplan | Zeitplan | Zeitplan | Zeitplan | Zeitplan | Zeitplan | Zeitplan | Zeitplan | Zeitplan | Zeitplan | Zeitplan | Zeitplan           |
| Disziplin                 | Disziplin      | Disziplin             | Do. 14.  | Fr. 15.  | Sa. 16.  | So. 17.  | Mo. 18.  | Di. 19.  | Mi. 20.  | Do. 21.  | Fr. 22.  | Sa. 23.  | So. 24.  | Mo. 25.  | Ent- schei- dungen |
| Disziplin                 | Disziplin      | Disziplin             | Februar  | Februar  | Februar  | Februar  | Februar  | Februar  | Februar  | Februar  | Februar  | Februar  | Februar  | Februar  | Ent- schei- dungen |
| ------------------------- | -------------- | --------------------- | -------- | -------- | -------- | -------- | -------- | -------- | -------- | -------- | -------- | -------- | -------- | -------- | ------------------ |
| Eröffnungsfeier           |                |                       |          |          |          |          |          |          |          |          |          |          |          |          |                    |
| Bob                       | Bob            | Bob                   |          | 1        |          |          |          |          |          |          | 1        |          |          |          | 2                  |
| Eishockey                 | Eishockey      | Eishockey             |          |          |          |          |          |          |          |          |          |          |          | 1        | 1                  |
| Eislauf                   | Eiskunstlauf   | Eiskunstlauf          |          |          |          |          |          |          | 1        | 1        | 1        |          |          |          | 3                  |
| Eislauf                   | Eisschnelllauf | Eisschnelllauf        |          |          | 1        | 1        | 1        | 1        |          |          |          |          |          |          | 4                  |
| Skisport                  | Ski Alpin      | Ski Alpin             | 1        | 1        | 1        | 1        |          | 1        | 1        |          |          |          |          |          | 6                  |
| Skisport                  | Ski Nordisch   | Nordische Kombination |          |          |          |          | 1        |          |          |          |          |          |          |          | 1                  |
| Skisport                  | Ski Nordisch   | Skilanglauf           |          |          |          |          | 1        |          | 1        |          |          | 2        |          |          | 4                  |
| Skisport                  | Ski Nordisch   | Skispringen           |          |          |          |          |          |          |          |          |          |          | 1        |          | 1                  |
| Schlussfeier              |                |                       |          |          |          |          |          |          |          |          |          |          |          |          |                    |
| Demonstrationswettbewerbe |                |                       |          |          |          |          |          |          |          |          |          |          |          |          |                    |
| Bandy                     | Bandy          | Bandy                 |          |          |          |          |          |          |          |          |          | 1        |          |          |                    |
| Entscheidungen            | Entscheidungen | Entscheidungen        | 1        | 2        | 2        | 2        | 3        | 2        | 3        | 1        | 2        | 2        | 1        | 1        | 22                 |
|                           |                |                       | Do. 14.  | Fr. 15.  | Sa. 16.  | So. 17.  | Mo. 18.  | Di. 19.  | Mi. 20.  | Do. 21.  | Fr. 22.  | Sa. 23.  | So. 24.  | Mo. 25.  |                    |
| Februar                   |                |                       |          |          |          |          |          |          |          |          |          |          |          |          |                    |

Farblegende

## Eröffnung- und Schlusszeremonie
Die Eröffnungs- und Schlusszeremonie fanden im Bislett-Stadion statt.

### Eröffnung

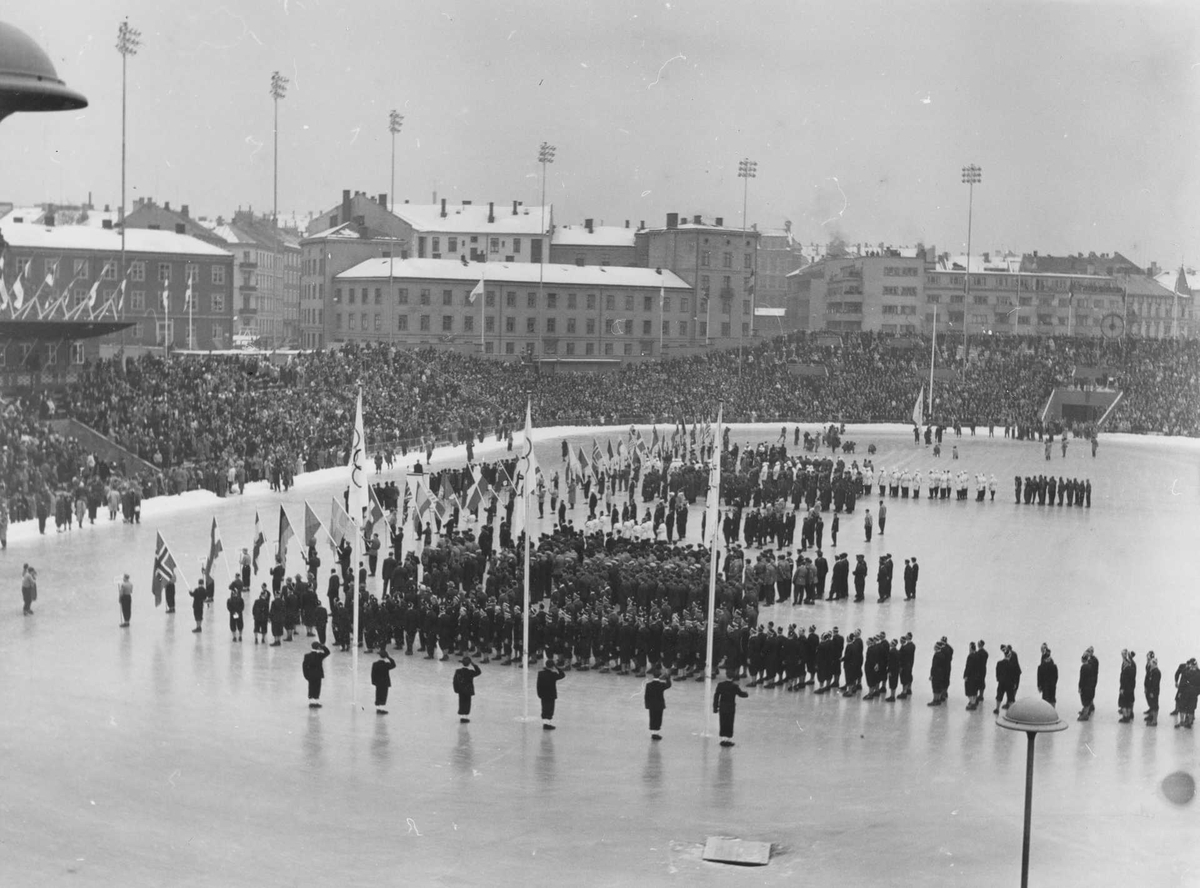
Eröffnungsfeier am 15. Februar 1952

Die sportlichen Bewerbe hatten bereits am 14. Februar mit dem Riesenslalom der Damen und den beiden ersten Läufe im Zweierbob begonnen, die Eröffnung fand erst am 15. Februar statt.
Da der britische König, Georg VI., acht Tage zuvor verstorben war, waren die Nationalflaggen auf halbmast gesetzt. Prinzessin Ragnhild nahm die Eröffnung vor, da ihr Großvater, der norwegische König Haakon VII., sich bei den Trauerfeierlichkeiten in London aufhielt. Es war somit das erste Mal, dass Olympische Spiele von einer Frau eröffnet wurden. Die Nationen marschierten in der traditionellen Reihenfolge mit Griechenland als erster, danach die übrigen Länder nach Maßgabe des norwegischen Alphabets und am Ende das Gastgeberland ein. Im Gedenken an ihren verstorbenen Monarchen trugen die Teams von Großbritannien, Australien, Kanada und Neuseeland schwarze Armbinden. Letzter Fackelträger war Eigil Nansen, der Enkel des berühmten norwegischen Entdeckers Fridtjof Nansen. Den Athleteneid sprach der norwegische Skispringer Torbjørn Falkanger.

### Schlussfeier
Die Schlusszeremonie war eine separate Veranstaltung und unterschied sich dahingehend von den vorangegangenen, weil diese unmittelbar nach dem letzten Sportbewerb durchgeführt worden war. Diesmal war auch der norwegische König Haakon VII. anwesend. Vorerst erfolgten noch die Siegerehrungen für die Herrenstaffel (mit einer peinlichen Panne, da von den Ordnungskräften die Equipen von Norwegen und Schweden nicht eingelassen worden waren, was offensichtlich erst inmitten der Ehrung bemerkt wurde), den Damenlanglauf, dann jene für das Eishockey, wobei die Schweden noch in ihren Teamdressen erschienen, und dann noch für das Spezialspringen.
Die Stadt Oslo hatte erstmals eine eigene Olympiaflagge für die Winterspiele installiert. Bislang gab es nur die Antwerpen-Flagge, welche jeweils von den Sommerspielen zu den Winterspielen übergeleitet hatte. Oslos Bürgermeister Bull übergab die neue Flagge an IOC-Präsident Sigfrid Edström, der diese Flagge als jene deklarierte, die nun von einem Veranstaltungsort der Winterspiele zum nächsten übergeben werden sollte. Es waren auch die griechische und italienische Fahne (letztere für die Spiele 1956 in Cortina d’Ampezzo) aufgezogen. Der IOC-Präsident erklärte in französischer Sprache die Spiele für beendet und sprach den Norwegern in deren Muttersprache den Dank für ihre Arbeit aus. Das olympische Feuer verlosch um 21 Uhr gleichzeitig bei der Schlussfeier im Bislett-Stadion, auch in der großen Schale vor dem Bahnhof, auf der Terrasse des Nationaltheaters und auch in Morgedal, der einsamen Schneelandschaft Telemarken. Nach dem Erlöschen des olympischen Feuers gab es noch ein spezielles Eisschnelllaufrennen, eine Eiskunstlauf-Exhibition mit u. a. Olympiasiegerin Altwegg, György Czakó sowie den Paarläufern Marianna und László Nagy, und letztlich führten 40 Kinder in Nationaltrachten einen Eistanz vor. Den Abschluss bildete ein 20-minütiges Feuerwerk.

## Herausragende Sportler
- Hjalmar Andersen aus Norwegen gewann drei Goldmedaillen im Eisschnelllauf.
- Richard Button aus den USA zeigte den ersten Dreifachsprung im Eiskunstlauf.
- Andrea Mead-Lawrence (USA) gewann zwei Goldmedaillen im alpinen Skisport (Slalom, Riesentorlauf).
- Andreas Ostler und Lorenz Nieberl gewannen zwei Goldmedaillen (Zweier- und Viererbob).

## Erwähnenswertes
- Es wurden 395 Journalisten und 74 Fotografen zugelassen.[5]
- Der österreichische Skiläufer Engelbert Haider gab um Mitte Dezember 1951 seinen Verzicht auf die Teilnahme bei den Spielen bekannt: Er wäre der Nervenbelastung nicht gewachsen, nachdem es eine norwegische Pressekampagne gegen ihn gegeben hatte, weil er Mitglied der Besatzungstruppen in Norwegen gewesen ist.[6][7]
- Das Saarland schickte keine eigene Mannschaft, die vom IOC vorgesehene gesamtdeutsche Mannschaft wurde von DDR-Offiziellen nicht akzeptiert.
- Die Sowjetunion war zwar noch nicht durch Sportler vertreten, aber eine Delegation des nationalen Olympischen Komitees traf in Oslo zur Teilnahme an der Vollversammlung des IOC ein.[1]
- Im alpinen Skisport wurden die Kombinationen für Männer und Frauen durch den Riesenslalom ersetzt.
- Beim Skispringen am 24. Februar war das norwegische Königshaus mit dem Monarchen selbst und Prinz Harald und Prinzessin Ragnhild als Besucher anwesend.
- Das Pressehotel Viking mit 1.024 Zimmern wurde auch „Das große Narrenhaus“ genannt.[3]
- Am Abend des 24. Februar waren in Oslo bereits Sondernummern der schwedischen Zeitung Aftenposten erhältlich, was eine Sensation war, denn in Norwegen war das Arbeiten am Sonntag im Zeitungsgewerbe verboten. Die Aftenposten hatte eigens für diesen Tag in Stockholm eine Redaktion eingerichtet, die Reporter hatten mit tragbaren Sprechapparaten die Berichte nach Schweden gefunkt. Dort wurde die Zeitung redigiert, gedruckt und mit Flugzeugen nach Norwegen gebracht.[3]
- Mitte Dezember sicherten sich 26 Personen die ersten Eintrittskarten. Sie hatten sich schon am Abend vor dem Stadthaus in Oslo, wo es die Karten zu kaufen gab, mit Radios, Decken und Bettzeug eingefunden, um die Ersten zu sein.[8]
- Die norwegische Post gab zu diesem Anlass Sonderbriefmarken heraus.